# Ākhteh Khāneh
Ākhteh Khāneh (persiska: آخته خانه) är en ort i Iran.   Den ligger i provinsen Västazarbaijan, i den nordvästra delen av landet, 600 km väster om huvudstaden Teheran. Ākhteh Khāneh ligger 1 318 meter över havet och antalet invånare är 587.
Terrängen runt Ākhteh Khāneh är varierad.Runt Ākhteh Khāneh är det ganska tätbefolkat, med 83 invånare per kvadratkilometer. Närmaste större samhälle är Salmās, 10,3 km väster om Ākhteh Khāneh. Trakten runt Ākhteh Khāneh består till största delen av jordbruksmark.